# Функція кислотності
Функція кислотності (англ. acidity function, рос. функция кислотности) — функція, що є мірою термодинамічної гідронодонорної або гідроноакцепторної здатності розчинника, або функція, що тісно пов'язана з такою термодинамічною властивістю як тенденція ліат-йона розчинника утворювати аддукти Льюїса. Функції кислотності не є унікальною властивістю самого розчинника. Це не абсолютна функція, вона залежить не лише від властивостей розчинника, але і від природи розчиненого (чи класу споріднених солютів), відносно яких вимірюється термодинамічна тенденція. Загальновживані функції кислотності відносяться до концентрованих розчинів. Добре відомою є функція кислотності Гаммета Но (незаряджені індикаторні основи — первинні ароматичні аміни).

## Функція кислотності Гаммета
Функція кислотності Гаммета H0 (англ. acidity function H0) — кількісна характеристика кислотності концентрованих розчинів кислот, яка в межах рівноваги BH+ ⇄ B + H+ описується співвідношенням
H0 = – log aH+ – log(fВ / fBH+), де aH+ — активність йонів H+, fB та fBH+ — коефіцієнти активності основної (електрично нейтральної) та кислотної форм сполуки.
Значення Н0 для класичних суперкислот наведені у наступній таблиці: 
| HClO4      | −13   |
| FSO3H      | −15,1 |
| CF3SO3H    | −14,1 |
| HSO3F-SbF5 | −23   |
| HFabs      | −15,0 |
| HF-SbF5    | −28   |

## Функція кислотності H1
Функція кислотності H1 (англ. acidity function H1) — кількісна характеристика кислотності розчинів кислот, яка з врахуванням рівноваги у водних розчинах BH+ + H2O ⇄ B + H3O+          (Ka) описується співвідношенням:
HI = pKa + log([B]/[BH]+), де pKa = – logKa , B — алкільований індол.

## Функція кислотності H'''
Функція кислотності H''' (англ. acidity function H''') — кількісна характеристика кислотності розчинів кислот, яка з врахуванням рівноваги у водних розчинах
BH+ + H2O ⇄ B + H3O+          (Ka) описується співвідношенням: H''' = pKa + log([B]/[BH]+), де pKa = – logKa, B — N, N-діалкілнітроанілін або N-алкілнітродифеніламін, які беруться як стандартні.